# Coelopleurus longicollis
Coelopleurus longicollis is een zee-egel uit de familie Arbaciidae. De wetenschappelijke naam van de soort werd voor het eerst geldig gepubliceerd in 1908 door Alexander Agassiz & Hubert Lyman Clark.